# Lobesia neptunia
Espèce
Synonymes
- Polychrosis neptunia Walsingham, 1907[1]

Lobesia neptunia est une espèce de lépidoptères de la famille des Tortricidae.

## Description
L'envergure de l'imago est de 9 à 12 mm. Les ailes antérieures varient d'ocre à ocre brunâtre ou gris-brun rougeâtre. Les ailes postérieures sont gris-brun pâle.

## Répartition
L'espèce est présente dans les îles Canaries et à Madère.

## Parasitologie
La chenille est un parasite des plantes Frankenia ericifolia et Limonium pectinatum. 
Elle forme dans les feuilles de la plante hôte une courte mine profonde. La chenille plus âgée vit parmi les feuilles filées.